# Manuel Belgrano
Manuel José Joaquín del Sagrado Corazón de Jesús Belgrano (Buenos Aires, 3 de junho de 1770 — Buenos Aires, 20 de junho de 1820) foi um economista, político, advogado e militar argentino. É autor da bandeira argentina.

## Vida
Belgrano nasceu em Buenos Aires, o quarto filho do empresário italiano Domingo Belgrano y Peri e María Josefa González Casero. Ele entrou em contato com as idéias do Iluminismo enquanto estava na universidade na Espanha na época da Revolução Francesa. Ao retornar ao vice-reino do Rio da Prata, onde se tornou um membro notável da população criolla de Buenos Aires, tentou promover alguns dos novos ideais políticos e econômicos, mas encontrou forte resistência dos peninsulares locais. Essa rejeição o levou a trabalhar para uma maior autonomia de seu país do regime colonial espanhol. A princípio, ele promoveu sem sucesso as aspirações de Carlota Joaquina de se tornar um governante regente do vice-reinado durante o período em que o rei espanhol Fernando VII foi preso durante a Guerra Peninsular (1807-1814). Ele favoreceu a Revolução de Maio, que removeu o vice-rei Baltasar Hidalgo de Cisneros do poder em 25 de maio de 1810. Ele foi eleito como membro votante da Primeira Junta que assumiu o poder após a deposição.
Como delegado da Junta, liderou a malfadada campanha do Paraguai. Suas tropas foram derrotadas por Bernardo de Velasco nas batalhas de Campichuelo e Paraguarí. Embora derrotado, a campanha iniciou a cadeia de eventos que levaram à Independência do Paraguai em maio de 1811. Ele se retirou para as proximidades de Rosário, para fortificá-la contra um possível ataque monarquista da Banda Oriental do rio Uruguai. Enquanto estava lá, ele criou a bandeira da Argentina. O Primeiro Triunvirato não aprovou a bandeira, mas por causa das comunicações lentas, Belgrano só saberia disso muitas semanas depois, enquanto reforçava o Exército do Norte em Jujuy. Lá, sabendo que estava em desvantagem estratégica contra os exércitos monarquistas vindos do Alto Peru, Belgrano ordenou o Êxodo de Jujuy, que evacuou toda a população da província de Jujuy para San Miguel de Tucumán. Sua contra-ofensiva na Batalha de Tucumán resultou em uma vitória estratégica chave, e logo foi seguida por uma vitória completa sobre o exército monarquista de Pío Tristán na Batalha de Salta. No entanto, suas incursões mais profundas no Alto Peru levaram a derrotas em Vilcapugio e Ayohuma, levando o Segundo Triunvirato a ordenar sua substituição como Comandante do Exército do Norte pelo recém-chegado José de San Martín. Até então, a Asamblea del Año XIII havia aprovado o uso da bandeira de Belgrano como bandeira de guerra nacional.

Belgrano foi então em missão diplomática à Europa junto com Bernardino Rivadavia para buscar apoio ao governo revolucionário. Voltou a tempo de participar do Congresso de Tucumán, que declarou a Independência da Argentina (1816). Ele promoveu o plano inca de criar uma monarquia constitucional com um descendente inca como chefe de Estado. Esta proposta teve o apoio de José de San Martín, Martín Miguel de Güemes e muitos delegados provinciais, mas foi fortemente rejeitada pelos delegados de Buenos Aires. O Congresso de Tucumán aprovou o uso de sua bandeira como bandeira nacional. Depois disso, Belgrano assumiu novamente o comando do Exército do Norte, mas sua missão se limitou a proteger San Miguel de Tucumán dos avanços monarquistas, enquanto San Martín preparava o Exército dos Andes para uma ofensiva alternativa através dos Andes. Quando Buenos Aires estava prestes a ser invadida por José Gervasio Artigas e Estanislao López, ele moveu o Exército para o sul, mas suas tropas se amotinaram em janeiro de 1820. Belgrano morreu de hidropisia em 20 de junho de 1820. Suas últimas palavras teriam sido: "¡Ay, Patria mia!" (Ah, meu país!).